# 袁枚

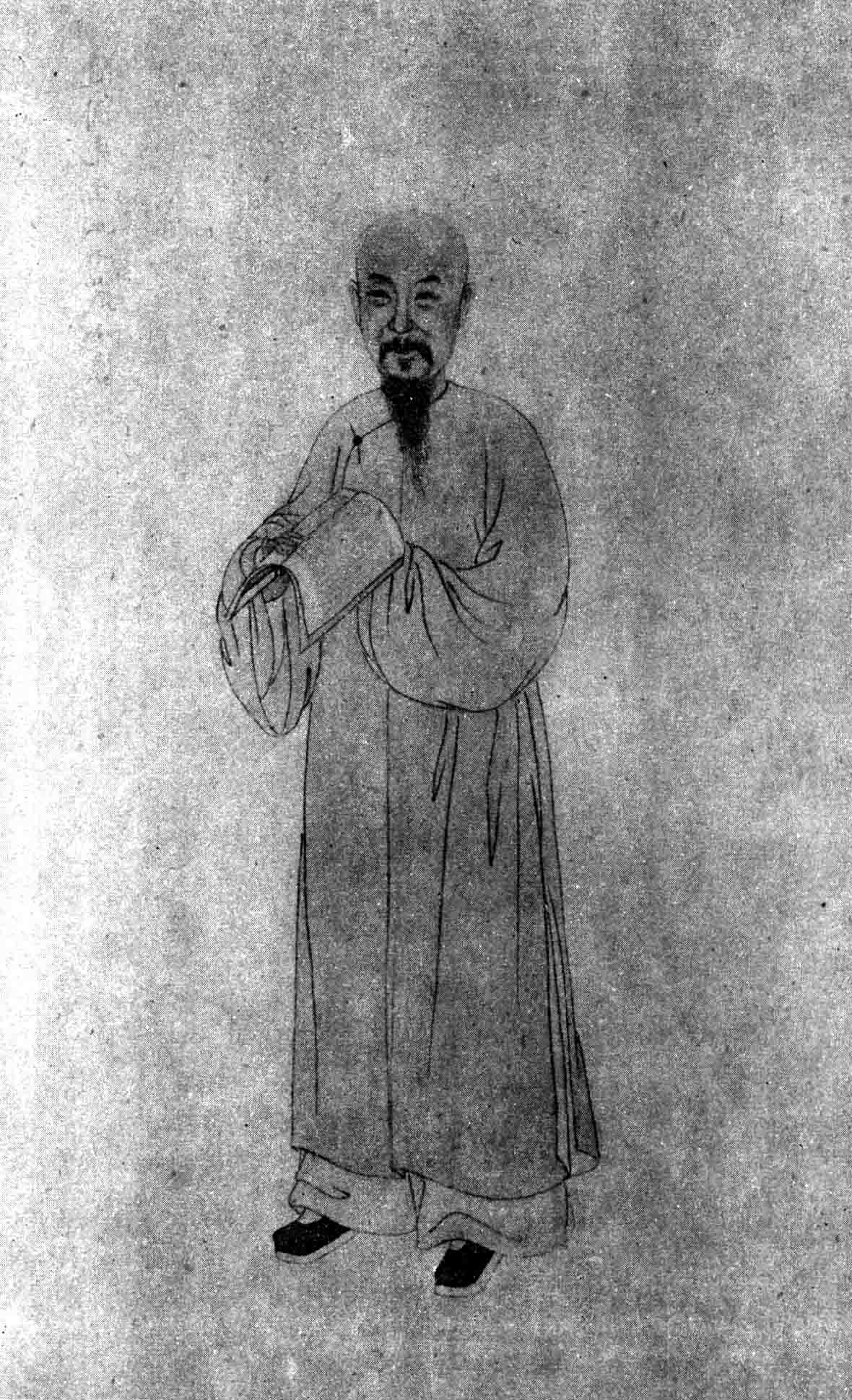
『清代学者像伝』第一集より、黄小泉「随園先生五十歳小像」

袁 枚（えん ばい、康熙55年3月2日（1716年3月25日） - 嘉慶2年11月17日（1798年1月3日））は、中国清代の文人・詩人。食通として名高い。字は子才。号は簡斎、別の号として随園老人という。杭州府銭塘県の出身。本貫は寧波府慈谿県。

## 略歴
12歳で生員に合格し1738年に挙人となり、翌年には24歳で進士に及第した。しばらく翰林院に在籍してから公務につくが、若さに不安を持たれたせいか妬みのためか、地方しか任されず、溧水県令に出されてから以後は江浦・沭陽など、地方を転々する。田舎まわりの生活に嫌気がさした彼は38歳の時に官を辞し、そののちは生涯職に就かなかった。
若くして引退した後は、江寧につとめていたとき買った「随園」と名づけた邸宅に隠遁自適し、読書や執筆を事とし、また美食に耽溺して日を送った。高潔にして風雅な詩風が名声を得たことで、入門を望む者や詩文の執筆を依頼する者が続出し、収入は役人時代より増え、当初あれはてていた庭園の整備にも事かかなかったと記している。芸術全般に一家言のある人物であるが、その本領とするところは詩文であり、詩人の性情を自由に発露することを重視すべきだという、「性霊説」といわれる袁枚の詩論は『随園詩話』に論述されている。
婦女文学を提唱して女弟子を多く集めて詩を教え『女弟子詩選』という本まで公刊したことは、男女の礼法を乱す者として糾弾され、放蕩の詩人とさえいわれた。またその他の著作では、食通の彼が追求した当時の中華料理の料理法、各地の食材、料理について詳細に記録したレシピ集の『随園食単』、怪異談を集めた『子不語』が著名である。

## 日本語文献
著書
- 青木正児訳註 『随園食単』、岩波書店〈岩波文庫 青 262-1〉、1980年。『青木正児全集 第8巻』（春秋社、1971年）所収「随園食単」を文庫化。ISBN 978-4003326213
- 前野直彬訳 『閲微草堂筆記（抄） 子不語（抄） 他』、平凡社〈中国古典文学大系〉42、1971年。ISBN 978-4582312423
- 黒田真美子 編著・福田素子 著・竹田晃 編 『閲微草堂筆記・子不語・続子不語』、明治書院〈中国古典小説選〉11、2008年。ISBN 9784625664106
- 手代木公助 訳注 『子不語』全5巻、平凡社〈東洋文庫〉、2009年-2010年。日本初全訳。1)ISBN 9784582807882　2)ISBN 9784582807905　3)ISBN 9784582807929　4)ISBN 9784582807943　5)ISBN 9784582807950

評伝
- アーサー・ウェイリー／加島祥造・古田島洋介訳 『十八世紀中国の詩人』 平凡社〈東洋文庫〉、1999年、ISBN 4582806503
- 平川祐弘 『袁枚 「日曜日の世紀」の一詩人』 沖積舎、2004年、ISBN 4806047031